# 青城山镇
青城山镇，是中华人民共和国四川省成都市都江堰市下辖的一个乡镇级行政单位。以其境内的世界遗产青城山而知名。
2019年12月，撤销大观镇、安龙镇，将原大观镇和原安龙镇所属行政区域划归青城山镇管辖，青城山镇人民政府驻上善北路8号。

## 地理
青城山镇位于成都平原西北边缘，都江堰市市区南部，地理坐标为东经103°35′，北纬30°54′，东隔沙沟河与石羊镇和翠月湖镇相望，南接大观镇和蔡场镇，以北为中兴镇。青城山镇地处浅山区和平原地区的衔接位置，最高峰为海拔高度1260米的青城山最高峰，最低海拔为628米。青城山镇以山地地貌为主，沿青城山向东南起伏蜿蜒延伸，其土壤为风化的黄砂岩和水层岩。平原则属于高沼泽演变为的第四纪冲积平原。环山渠和沙沟河从北向南穿过青城山镇，各个村落也有灌溉支渠流经
。

## 行政区划
青城山镇下辖以下地区：
长寿社区、和乐社区、桃花社区、青景社区、青城社区村、五里社区村、石桥社区村、味江社区村、沙坪社区村、尖峰社区村、泰安社区村、芒城社区村、赤城社区村、青田社区村、民兴社区和五桂社区村。